# Antoine Azzolin
Antoine Azzolin, né le 17 septembre 2003, est un skieur alpin français. Licencié au CS Megève, il se révèle aux Mondiaux juniors de 2023 à Sankt Anton avec une médaille de bronze dans l'épreuve du slalom derrière l'Italien Corrado Barbera et le Suédois Adam Hofstedt. Il complète la tableau des médailles françaises à cet évènement après les deux médailles de son compatriote Alban Elezi Cannaferina. Il obtient avec ce dernier la médaille d'argent lors du combiné par équipes des championnats du monde juniors des Portes du Soleil en 2024. 

## Biographie

### Carrière

#### Saison 2023-2024: une médaille d'argent sur les mondiaux juniors
Lors des championnats du monde juniors de ski alpin 2024 aux Portes du Soleil, Antoine Azzolin se fait remarquer lors de l'épreuve de combiné par équipe en remportant la médaille d'argent sur l'épreuve de combiné par équipe. 
Après de nombreux podiums lors des courses FIS de l'année 2024 (Levi, Les Menuires, Spluegen, Vaujany, Soldeu et Sainte-Foy-Tarentaise), Antoine Azzolin finit sa saison par une belle neuvième place aux championnats de France de slalom 2024 à domicile (Megève) puis une victoire aux championnats de France juniors de ski alpin en slalom le 13 avril à Val-d'Isère. 

#### Saison 2024-2025: de bons débuts en coupe d'Europe
Antoine Azzolin commence sa saison européenne 2024-2025 en coupe d'Europe lors du slalom de Levi (Finlande). Il part le 23 novembre sur la Black avec le dossard 58 et parvient à se hisser au septième rang à l'issue de la seconde manche, à 51 centièmes du vainqueur Tommaso Saccardi. Le lendemain, toujours en slalom à Levi, le skieur du Club des sports de Megève prend cette fois la quatrième place, après être parti avec le dossard 59, à 27 centièmes du vainqueur Oscard Andreas Sandvik. À l'issue de ces deux épreuves, Antoine Azzolin pointe à la sixième place de la coupe d'Europe de slalom avec 86 points, soit 54 points de retard sur le leader Mickel Remsoey. 
Après ses débuts en coupe du monde à Alta Badia fin décembre, Antoine Azzolin obtient sa première qualification pour une seconde manche de coupe du monde le 8 janvier 2025 à Madonna di Campiglio. Il chute lors de la seconde manche, ce qui l'empêche de marquer ses premiers points. 

## Vie privée
Antoine Azzolin est le fils de Stéphane Azzolin, ancien kinésithérapeute de l'équipe de France de ski alpin. 

## Palmarès

### Championnats du monde juniors
| Épreuve / Édition              | Descente | Super G | Slalom géant | Slalom | Combiné | Team event |
| Mondiaux 2022 Panorama         | 30e      | 24e     | 11e          | 12e    | 15e     | —          |
| Mondiaux 2023 St Anton         | 24e      | 6e      | Ab.          | Bronze | —       | —          |
| Mondiaux 2024 Portes du Soleil | 15e      | 21e     | Ab.          | Ab.    | —       | Argent     |

### Coupe d'Europe
- Vainqueur du slalom d'Obereggen en 2024[9].
- 162e du classement général de la saison 2022-2023 (avec 22 points)[10].
- 60e du classement de slalom de la saison 2022-2023 (avec 22 points)[10].

| Saison / Épreuve | Saison / Épreuve | Général | Général | Slalom | Slalom |
| ---------------- | ---------------- | ------- | ------- | ------ | ------ |
| Saison / Épreuve | Saison / Épreuve | Class.  | Points  | Class. | Points |
| 2022-2023        | 2022-2023        | 162e    | 22      | 60e    | 22     |